# Antonio Mateu Lahoz
Antonio Miguel Mateu Lahoz (ur. 12 marca 1977 w Algímia d’Alfara) – hiszpański sędzia piłkarski. Od 2011 roku sędzia międzynarodowy.
Lahoz znalazł się na liście 35 sędziów Mistrzostw Świata 2018.
W 2019 r. przyznał, że popełnił błąd w meczu FC Barcelony z Atlético Madryt w ostatniej kolejce sezonu ligowego 2013/14, która rozstrzygnęła o mistrzostwie Hiszpanii. Lahoz anulował wtedy prawidłowo zdobytą bramkę przez Barçę.

## Sędziowane mecze Mistrzostw Świata 2018
| Mecz                 | Data       | Miejsce                         | Runda        | Wynik | Żółta kartka | Czerwona kartka |
| -------------------- | ---------- | ------------------------------- | ------------ | ----- | ------------ | --------------- |
| Dania – Australia    | 21.06.2018 | Samara Ariena, Samara           | Faza grupowa | 1:1   | 2            | 0               |
| Islandia – Chorwacja | 26.06.2018 | Rostow Ariena, Rostów nad Donem | Faza grupowa | 1:2   | 5            | 0               |

## Sędziowane mecze Mistrzostw Europy 2020
| Mecz                 | Data       | Miejsce                          | Runda        | Wynik | Żółta kartka | Czerwona kartka |
| -------------------- | ---------- | -------------------------------- | ------------ | ----- | ------------ | --------------- |
| Belgia – Rosja       | 12.06.2021 | Stadion Kriestowskij, Petersburg | Faza grupowa | 3:0   | 0            | 0               |
| Anglia – Szkocja     | 18.06.2021 | Stadion Wembley, Londyn          | Faza grupowa | 0:0   | 2            | 0               |
| Portugalia – Francja | 23.06.2021 | Puskás Aréna, Budapeszt          | Faza grupowa | 2:2   | 4            | 0               |

## Sędziowane mecze Mistrzostw Świata 2022
| Mecz                     | Data       | Miejsce                  | Runda        | Wynik        | Żółta kartka | Czerwona kartka |
| ------------------------ | ---------- | ------------------------ | ------------ | ------------ | ------------ | --------------- |
| Katar– Senegal           | 25.11.2022 | Al Thumama Stadium, Doha | Faza grupowa | 1:3          | 6            | 0               |
| Iran – Stany Zjednoczone | 29.11.2022 | Al Thumama Stadium, Doha | Faza grupowa | 0:1          | 4            | 0               |
| Holandia – Argentyna     | 9.12.2022  | Lusail Stadium, Lusajl   | Ćwierćfinał  | 2:2 (k. 3:4) | 16           | 1               |